# Lijst van rijksmonumenten in Wouwse Plantage
De plaats Wouwse Plantage telt 19 inschrijvingen in het rijksmonumentenregister. Hieronder een overzicht.
| Object | Oorspronkelijke functie?  | Bouwjaar              | Architect | Locatie                   | Coördinaten?                  | Nr.?   | Afbeelding                                     |
| --- | ------------------------- | --------------------- | --------- | ------------------------- | ----------------------------- | ------ | ---------------------------------------------- |
| Pastorie | Kerkelijke dienstwoning   | 1877                  |           | Plantagebaan 221          | 51° 28' 55" NB, 4° 23' 24" OL | 517299 | Meer afbeeldingen                              |
| Landhuis Wouwse Plantage | Kasteel, buitenplaats     | 1845/1895             |           | Plantage-Centrum 1        | 51° 27' 44" NB, 4° 22' 34" OL | 519677 | Meer afbeeldingen                              |
| Grote boerderij (Landgoed Wouwse Plantage) | Bijgebouwen kastelen enz. | vierde kwart 19e eeuw |           | Plantage-Centrum 2        | 51° 27' 43" NB, 4° 22' 32" OL | 519681 | Meer afbeeldingen                              |
| Voormalige bakkerij (Landgoed Wouwse Plantage) | Bijgebouwen kastelen enz. | vierde kwart 19e eeuw |           | Plantage-Centrum (bij 2)  | 51° 27' 45" NB, 4° 22' 29" OL | 519688 | Meer afbeeldingen                              |
| Stenen schuur (Landgoed Wouwse Plantage) | Bijgebouwen kastelen enz. | vierde kwart 19e eeuw |           | Plantage-Centrum (bij 2)  | 51° 27' 42" NB, 4° 22' 31" OL | 519691 | Upload foto                                    |
| Schuur (Landgoed Wouwse Plantage) | Bijgebouwen kastelen enz. | eerste kwart 20e eeuw |           | Plantage-Centrum (bij 6)  | 51° 27' 52" NB, 4° 22' 26" OL | 519692 | Upload foto                                    |
| Prinsenhof (Landgoed Wouwse Plantage) | Bijgebouwen kastelen enz. | 1871                  |           | Plantage-Centrum 3        | 51° 27' 44" NB, 4° 22' 27" OL | 519680 | Meer afbeeldingen                              |
| Boerderij (Landgoed Wouwse Plantage) | Bijgebouwen kastelen enz. | vierde kwart 19e eeuw |           | Plantage-Centrum 4        | 51° 27' 45" NB, 4° 22' 30" OL | 519682 | Meer afbeeldingen                              |
| Schuur (Landgoed Wouwse Plantage) | Bijgebouwen kastelen enz. | vierde kwart 19e eeuw |           | Plantage-Centrum (bij 4)  | 51° 27' 45" NB, 4° 22' 29" OL | 519693 | Schuur (Landgoed Wouwse Plantage)              |
| Voormalige wasserij (Landgoed Wouwse Plantage) | Bijgebouwen kastelen enz. | ca. 1900              |           | Plantage-Centrum (bij 4)  | 51° 27' 47" NB, 4° 22' 28" OL | 519689 | Voormalige wasserij (Landgoed Wouwse Plantage) |
| Driehuizen (Landgoed Wouwse Plantage) | Bijgebouwen kastelen enz. | vierde kwart 19e eeuw |           | Plantage-Centrum 5/7/9    | 51° 27' 51" NB, 4° 22' 26" OL | 519683 | Meer afbeeldingen                              |
| Boerderij, gebouwd in het landgoed "Wouwse Plantage", op enige afstand van de bebouwing rond het landhuis. Het gebouw vertoont motieven van de neogotiek. | Boerderij                 | 1890-1900             |           | Plantagebaan 244-246      | 51° 28' 18" NB, 4° 22' 29" OL | 517294 | Upload foto                                    |
| Jachthuis (Landgoed Wouwse Plantage) | Bijgebouwen kastelen enz. | ca. 1875              |           | Plantage-Centrum 10       | 51° 27' 46" NB, 4° 22' 33" OL | 519679 | Meer afbeeldingen                              |
| Houtzagerij (Landgoed Wouwse Plantage) | Bijgebouwen kastelen enz. | Ca. 1895              |           | Plantage-Centrum 11       | 51° 27' 48" NB, 4° 22' 30" OL | 519684 | Meer afbeeldingen                              |
| Voormalige smederij (Landgoed Wouwse Plantage) | Bijgebouwen kastelen enz. | vierde kwart 19e eeuw |           | Plantage-Centrum (bij 11) | 51° 27' 48" NB, 4° 22' 32" OL | 519685 | Voormalige smederij (Landgoed Wouwse Plantage) |
| Voormalige paardenstal (Landgoed Wouwse Plantage) | Bijgebouwen kastelen enz. | vierde kwart 19e eeuw |           | Plantage-Centrum 12       | 51° 27' 47" NB, 4° 22' 34" OL | 519686 | Meer afbeeldingen                              |
| Sleutelgathuisje (Landgoed Wouwse Plantage) | Bijgebouwen kastelen enz. | vierde kwart 19e eeuw |           | Plantage-Centrum 13       | 51° 27' 48" NB, 4° 22' 37" OL | 519687 | Meer afbeeldingen                              |
| Tuinmanshuis (Landgoed Wouwse Plantage) | Bijgebouwen kastelen enz. | vierde kwart 19e eeuw |           | Plantage-Centrum 14       | 51° 27' 45" NB, 4° 22' 41" OL | 519690 | Tuinmanshuis (Landgoed Wouwse Plantage)        |
| Parkaanleg landgoed Wouwse Plantage | Tuin, park en plantsoen   | Achttiende-eeuws      |           | Plantage Centrum bij 1    | 51° 27' 46" NB, 4° 22' 28" OL | 519678 | Parkaanleg landgoed Wouwse Plantage            |